# Партия демократии и прогресса
Партия демократии и прогресса (тур. Demokrasi ve Atılım Partisi) — турецкая либерально-консервативная политическая партия, основанная 9 марта 2020 года под руководством Али Бабаджана и действующая в Турции . Согласно уставу партии, её официальное сокращение "Партия ДЭВА ". Его символ — капля воды с силуэтом деревца внутри. В Великом национальном собрании Турции она представлена 15 депутатами. Её председателем является Али Бабаджан.

## Политика

### Внешняя политика
В январе 2023 года председатель Али Бабаджан сделал заявление в поддержку членства Турции в ЕС и подчеркнул её приверженность НАТО . Партия заявляет, что у неё нет возможности получить доступ к деталям переговоров по конкретным вопросам, таким как членство таких стран, как Швеция и Финляндия, по вопросам безопасности. Он заявляет, что когда они придут к власти, они будут принимать решения на основе этой информации. Заявлено, что следует принимать во внимание тот факт, что РПК является террористической организацией, а также учитывать интересы безопасности союзников по НАТО. 21 января 2023 года председатель партии DEVA Али Бабаджан сделал важные заявления на саммите в Давосе, где дал оценку глобальным событиям. Бабаджан заявил, что геополитические проблемы должны быть вынесены за стол переговоров «Большой двадцатки», и подчеркнул важность интеграции этих стран в евроатлантические институты на своей встрече с премьер-министрами западно-балканских стран.

#### Членство в Европейском Союзе
Партия демократии и прогресса стремится работать в долгосрочной перспективе над завершением процесса полноправного членства Турции в ЕС . Партия стремится координировать свои действия с Комиссией ЕС и политическими, гражданскими и культурными деятелями в странах ЕС, чтобы построить борьбу с такими тенденциями, как расизм, иммиграция и ксенофобия, исламофобия, антисемитизм и негрофобия, которые растут в Европе. глобальном уровне, особенно в некоторых европейских странах и затрагивающих турецких граждан, проживающих в этих странах.

## Генеральные президенты
| # | Имя          | Картина | Начало миссии    | Конец миссии |
| - | ------------ | ------- | ---------------- | ------------ |
| 1 | Али Бабаджан |         | 10 марта 2020 г. | на службе    |

## Генеральные секретари
| # | Имя           | Начало миссии      | Конец миссии       |
| - | ------------- | ------------------ | ------------------ |
| 1 | Садулла Эргин | 10 марта 2020 г.   | 29 декабря 2020 г. |
| 2 | Медени Йылмаз | 29 декабря 2020 г. | 1 июля 2023 г.     |
| 3 | Санем Октар   | 1 июля 2023 г.     |                    |

## Партия демократии и прогресса и выборы
Партия демократии и прогресса с момента своего создания участвовала в одних всеобщих выборах и в одних промежуточных местных выборах.

### всеобщие выборы
Партия демократии и прогресса решила участвовать во всеобщих выборах 2023 года единым списком. 25 кандидатских мест было зарезервировано для DEVA из списков НРП и 1 кандидата из списков партии İYİ . По итогам выборов были избраны 15 кандидатов в депутаты.